# I Do (Cardi B)
I Do è un brano della rapper statunitense Cardi B, tredicesima e ultima traccia del suo primo album in studio Invasion of Privacy.
Il brano è stato scritto da Cardi B, Jordan Thorpe e Nija Charles, e prodotto da Murda Beatz. Ha debuttato alla posizione numero 23 della Billboard Hot 100 la settimana seguente alla pubblicazione dell'album.

## Accoglienza
Chris Richards per Il The Washington Post ha definito il brano "un discorso vittorioso" e "il gran finale dell'album". Scrivendo per Rolling Stone, Rob Sheffield ha ritenuto che SZA fosse l’unica artista capace di non essere offuscata da Cardi in una traccia come questa. Maeve McDermott di USA Today ha affermato che I Do sembrava destinato a diventare un singolo. Roisin O'Connor del The Independent ha lodato la sicurezza verso se stessa della rapper che trasmette nella traccia. Per il The New York Times, Jon Caraminaca ha paragonato la canzone, insieme a She Bad, a Lil' Kim e a Too Short. Andrew Hampp di Entertainment Weekly ha classificato la traccia al decimo posto tra le migliori collaborazioni femminili del periodo 1998–2018. Paste l’ha posizionata quindicesima tra i migliori brani del 2018.

## Classifiche
| Classifica (2018)     | Posizione massima |
| --------------------- | ----------------- |
| Canada                | 38                |
| Irlanda               | 81                |
| Stati Uniti           | 21                |
| Stati Uniti (hip hop) | 16                |